# أوجينيو سكالفاري
أوجينيو سكالفاري (6 أبريل 1924 - 14 يوليو 2022)، هو صحفي إيطالي. كان رئيس تحرير المجلة الإخبارية «L'Espresso ليسبرسو» (1963-1968)، وعضوًا في البرلمان الإيطالي (1968-1972)، ومؤسسًا مشاركًا لصحيفة «La Repubblica لا ريبوبليكا» ومحررها من 1976 إلى 1996.